# توني بانكس
توني بانكس (بالإنجليزية: Tony Banks) (و. 1950  م) هو عازف لوحة المفاتيح، وملحن، وعازف بيانو، وكاتب أغاني بريطاني، يستخدم آلات بيانو، وأورغن.

## التعليم
تعلم في جامعة ساسكس، ومدرسة شارترهاوس ‏.

## وصلات خارجية
- توني بانكس على موقع IMDb (الإنجليزية)
- توني بانكس على موقع الموسوعة البريطانية (الإنجليزية)
- توني بانكس على موقع ميوزك برينز (الإنجليزية)
- توني بانكس على موقع إن إن دي بي (الإنجليزية)
- توني بانكس على موقع أول ميوزيك (الإنجليزية)
- توني بانكس على موقع ديسكوغز (الإنجليزية)
- توني بانكس على موقع قاعدة بيانات الفيلم (الإنجليزية)

- توني بانكس في قاعدة بيانات الأفلام على الإنترنت